# Wäldi
Ne doit pas être confondu avec Waldi.
Wäldi est une commune suisse du canton de Thurgovie.